# In the Middle
«In the Middle» es una canción del girl group británico Sugababes, lanzado el 22 de marzo de 2004, como el tercer sencillo de su tercer álbum de estudio, Three (2003).Las chicas de Sugababes se inspiraron para componer la canción sobre la base de las diferentes situaciones que se viven en una noche; lo escribieron en colaboración con Miranda Cooper, Brian Higgins, Niara Scarlett, Shawn Lee, Lisa Cowling, Andre Tegler, Phil Fuldner y Michael Bellina. Higgins, Xenomanía y Jeremy Wheatley produjeron la canción.
"In the Middle" es un grabación de dance-pop, R & B y funk, que contiene una muestra de la canción de DJ alemán Moguai "U Know Y".
La canción recibió críticas muy favorables de los expertos, los cuales elogiaron su producción y atractivo, y fue nominada a Mejor Sencillo Británico en los Brit Awards del 2005. 
El sencillo alcanzó la lista de los 10 más populares en Hungría, Países Bajos y Reino Unido. También alcanzó un lugar dentro de los cuarenta primeros puestos en las listas de éxitos en Australia, Austria, Alemania, Irlanda y Suiza. Matthew Rolston dirigió el video musical de la canción, que fue filmada en los estudios Pinewood de Londres. Cuenta con el efecto de pantalla verde creando escenarios mágicos para los entornos del vídeo. Las Sugababes interpretaron la canción en sus giras en apoyo al lanzamiento de Three,  Overloaded: The Singles Collection(2006) y Change (2007).

## Lista de canciones y formatos
- Sencillo en CD1 / descarga digital[1]

1. "In the Middle" – 3:38
2. "Disturbed" – 3:52

- Sencillo en CD2

1. "In the Middle" – 3:54
2. "Colder in the Rain" – 4:34
3. "In the Middle" (Ruff & Jam MetalTronik Mix Edit) – 5:43
4. "In the Middle" (Hyper Remix Edit) – 5:46
5. "In the Middle" (Video) – 3:54

- Notas ("In the Middle" contiene un sample de "U Know Y" de Moguai.)

## Vídeo musical

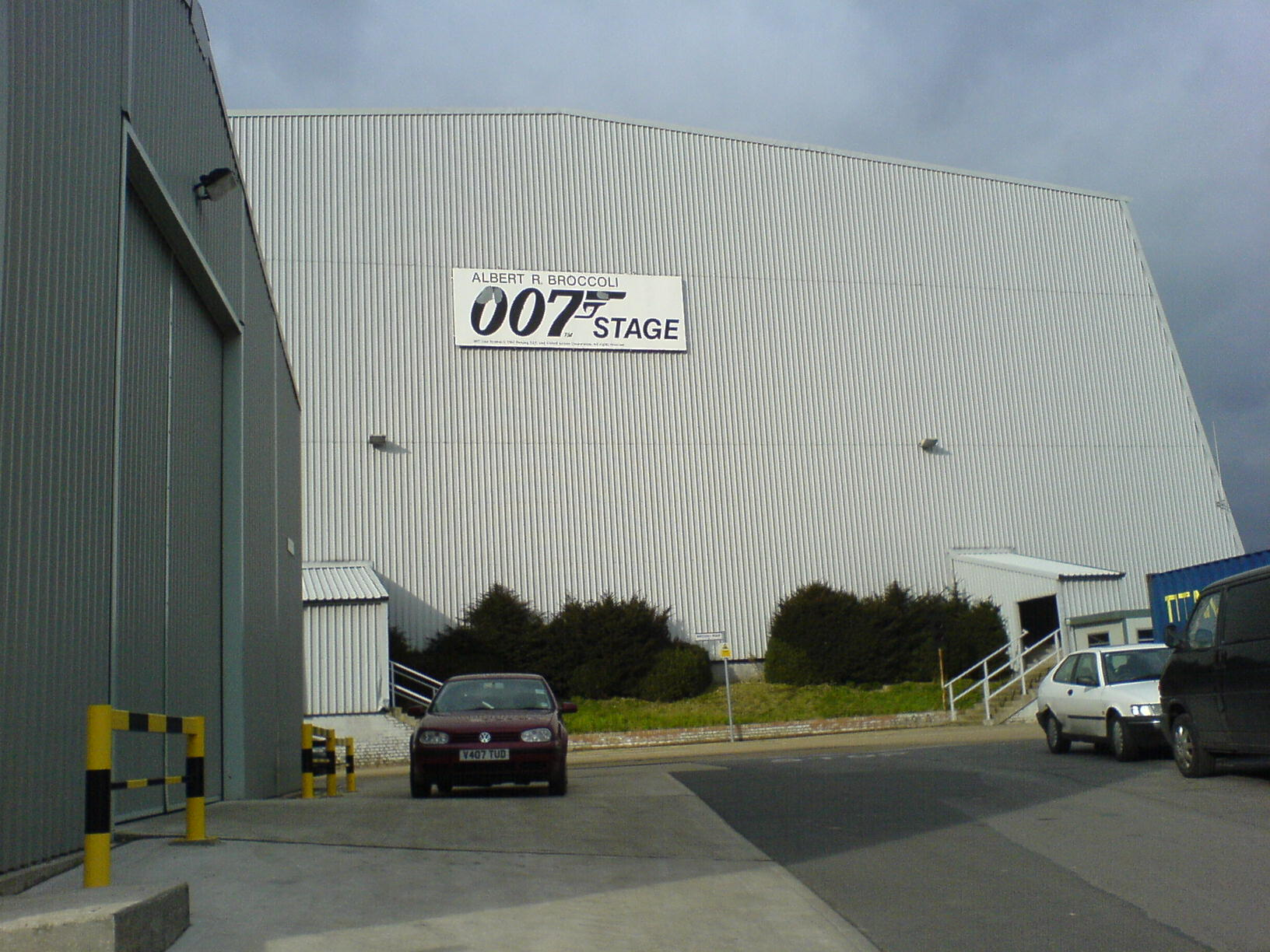
El videoclip fue dirigido por Matthew Rolston y filmado en Pinewood Studios, Londres en febrero de 2004.

El video musical de "In the Middle" fue dirigido por Matthew Rolston, quien dirigió el vídeo del sencillo anterior del grupo "Hole in the Head". Fue filmado en los estudios Pinewood de Londres en febrero de 2004. la fotografía fue completado por Martin Ahlgren. Buchanan se abstuvo de revelar detalles sobre el video antes de su lanzamiento, diciendo: 
"el rodaje fue exitoso, pero lo que realmente sucede en el video está siendo mantenido en secreto hasta que sea mostrado. Todos nosotros estamos muy emocionados y no podemos esperar a escuchar lo que nuestros fans piensan acerca de ello! "
El vídeo se emitió el sitio web oficial las Sugababes, y en la televisión, el 20 de febrero de 2004 y fue incluido en el lanzamiento del sencillo en CD.
Rolston utilizó el efecto de pantalla verde para producir el vídeo, mientras que los diseños y efectos para sus entornos fueron creados por Jerry Steele. Rolston conceptualiza una habitación de cristal con forma de una "prisma" con seis lados y grandes paredes de cristal, en el que Steele fue inspirado para mejorarla con diversos efectos, incluyendo reflejos y luces. El vídeo se desarrolla en escenarios mágicos, STEELE VFX creó los entornos virtuales del glamour, tales como una sala de cristal con gas. Buchanan llevaba un bikini, cubierto de cadenas y picos, para el video.  Aparece en una habitación azul y tiene destellos de colores del arco iris en su rostro.  Buena, aparece bailando pole dance en una habitación verde, se muestra un anuncio que dice "fumar los elementos" con sus manos. Rango se muestra en una habitación de color rosa, y baila alrededor de una silla y contra una pared.  A lo largo del vídeo, el nombre de cada una de los miembros del grupo aparece en la pantalla, el de Mutya formada por el humo, el de Keisha formado por diamantes y el de Heidi formado por cubos metálicos.

## Posicionamietno en listas

### Listas semanales
| Lista (2004)                                | Máxima posición |
| ------------------------------------------- | --------------- |
| Alemania (Offizielle Deutsche Charts)       | 29              |
| Australia (ARIA)                            | 33              |
| Austria (Ö3 Austria Top 40)                 | 33              |
| Bélgica (Valonia) (Ultratip Bubbling Under) | 9               |
| Bélgica (Flandes) (Ultratop 50)             | 40              |
| Hungría (Dance Top 40)                      | 9               |
| Hungría (Rádiós Top 40)                     | 33              |
| Irlanda (IRMA)                              | 13              |
| Países Bajos (Dutch Top 40)                 | 7               |
| Reino Unido (UK Singles Chart)              | 8               |
| Países Bajos (Mega Single Top 100)          | 20              |
| Suiza (Schweizer Hitparade)                 | 23              |

### Listas de fin de Año
| Lista (2004)                | Posición |
| --------------------------- | -------- |
| Países Bajos (Dutch Top 40) | 70       |

## Créditos y personal
- Compositor – Miranda Cooper, Brian Higgins, Niara Scarlett, Shawn Lee, Lisa Cowling, Keisha Buchanan, Mutya Buena, Heidi Range, Andre Tegler, Phil Fuldner, Michael Bellina
- Producción – Brian Higgins, Xenomania, Jeremy Wheatley
- Producción adicional – Moguai, Phil Fuldner, Michael Bellina
- Mezcla por Jeremy Wheatley en los Estudios Townhouse, Londres
- Programación – Matt Duguid, Nick Coler, Tim Powell, Tim Larcombe
- Teclados – Brian Higgins, Tim Powell, Tim Larcombe
- Guitarra – Nick Coler, Shawn Lee

Créditos adaptados de la libreta de notas de Overloaded: The Singles Collection.